# Jofré de Loaysa
Jofré de Loaysa o Loayza (siglo XIII-Toledo; 23 de enero de 1308) fue un historiador y arcediano de Toledo, ayo de la reina Violante, esposa de Alfonso X el Sabio, fue cronista y notario real y escribió en castellano una Crónica de Castilla (1248-1305) que fue luego traducida al latín por Armando de Cremona

## Biografía
Era hijo de Jofré de Loaysa y de Jacometa, llegados a Valladolid en 1246 desde Valencia como parte del séquito de la futura reina de Castilla, Violante de Hungría, esposa de Alfonso X. El padre era oriundo de Valencia y cortesano al servicio del rey Jaime I de Aragón; pudo participar en la conquista de Valencia en 1238. Jofré tuvo varios hermanos el primogénito Garci Jofré de Loaisa, Alfonso Jufré, Eva y Violante; el mayor fue un miembro notable de la Corte castellana como Copero mayor y Adelantado mayor del reino de Murcia. Como segundón fue educado para la carrera eclesiástica y alcanzó el grado de maestro. En 1272 ya era abad de Santander, un beneficio que incumbía al Obispado de Burgos, pero no vivía allí porque lo sustituía el capiscol Pedro Fernández en calidad de vicario suyo. 
El rey lo empleó como diplomático: a fines de 1276 marchó a Londres para gestionar una colaboración entre ambas monarquías, ya que la reina de Inglaterra era hermana de Alfonso X; no debió de ser gestión infructuosa, puesto que en 1279 el maestre Jofré de Loaisa fue nombrado notario real y clérigo al servicio del infante Sancho, futuro Sancho IV y ese mismo año volvió a Londres para informar sobre los planes políticos de los monarcas de Castilla y Aragón y la propuesta matrimonial de Castilla; el premio a estos servicios fue el arcedianato de Toledo en 1280, aunque tardó mucho en resolverse el nombramiento ya que el papado había ya elegido para el puesto vacante a un clérigo portugués, Gil Martínez, deán de Lisboa y sobrino del papa Juan XXI y el arzobispo electo, Fernando Ruiz, había ya nombrado a Jofré. Eso suscitó un largo pleito canónico con Roma. Jofré no obtuvo confirmación, la Curia romana se negaba y el papa Nicolás III expidió una bula en favor del portugués en 1278; este pleito duró casi quince años y mientras llegaba la solución Jofré fue a Viterbo y a Roma puesto que en mayo de 1280 el nuevo arzobispo Gonzalo Pétrez (García Gudiel) había ido allí, para intentar resolver el problema. Ambos se conocían ya por haber sido notarios en la Cancillería real, y esa amistad y colaboración produjo la reducción del clero en todas las parroquias urbanas de Toledo y una mejora de las finanzas de la diócesis, tareas encomendadas a Jofré, junto a la reforma del denominado “fecho de Coronados”. Y además defendió y mantuvo el rito mozárabe y su enseñanza en el clero parroquial.
Un acuerdo económico con Gil Martínez a cambio de su renuncia puso fin a la disputa, pero exigía tanta compensación que el pleito duró aún más de diez años. La titularidad se falló a favor del maestre Jofré de Loaisa, pero el acuerdo económico sólo terminó cuando el papa Nicolás IV encargó al cardenal diácono de San Adriano, Napoleón Orsini un arbitraje aceptado por los dos candidatos, que resolvió el pago a Gil Martínez de 800 libras tornesas en tres plazos a lo largo de un año; esta sentencia se sitúa entre 1290 y 1292. En febrero de 1293 el arzobispo Gonzalo Pétrez le encargó defender la primacía de la archidiócesis de Toledo frente al de Santiago de Compostela, cuyo arzobispo era entonces Rodrigo González de León.
Aún pudo el arcediano redactar la Crónica de los Reyes de Castilla de 1248 a 1305, cuya intención era continuar la del arzobispo toledano Rodrigo Ximénez de Rada, De rebus Hispaniae; la redactó en castellano, pero no se conserva el original en romance, sino  una versión latina que Armando de Cremona, racionero en la catedral de Toledo y canónigo de Córdoba, realizó por petición del propio autor. Se cree que colaboraría en el taller de traducción de Alfonso X. Los puntos fuertes de esta crónica son la gravísima rebelión nobiliar a la que Alfonso X tuvo que hacer frente entre 1271 y 1274 y la regencia de María de Molina durante la infancia de su hijo Fernando IV el Emplazado.
El 29 de noviembre de 1307 redactó su testamento en Toledo y dos meses después falleció el 23 de enero de 1308. Fue enterrado en el monasterio de Las Huelgas.

## Obras
- Crónica de los reyes de Castilla (1248-1305), ed. de Alfred Morel-Fatio en Bibliothèque de l’Ecole des Chartes, 59 (1898), págs. 337-378; hay ed. moderna, con trad., intr. y notas de Antonio García Martínez, Crónica de los Reyes de Castilla Fernando III, Alfonso X, Sancho IV y Fernando I (1248-1305), Murcia, Academia Alfonso X el Sabio, 1982 (Murcia: Patronato de Cultura de la Excma. Diputación, 1961).